# Olaf Lindenbergh
Olaf Lindenbergh (Purmerend, 6 februari 1974) is een Nederlands voormalig betaald voetballer die bij voorkeur als verdediger of verdedigende middenvelder speelt.

## Carrière
Lindenbergh begon te spelen bij voetbalvereniging ZOB (Zuid-Oost Beemster), waarna het talent naar de jeugdopleiding van Ajax verhuisde. In het begin van zijn carrière speelde hij nog in het team van Oranje onder 21 en speelde hij voor Ajax, waar hij het echter nooit tot het eerste team schopte. In 1994 kwam hij bij De Graafschap terecht, waarna ze meteen promoveerden. In 1999 verhuisde hij naar AZ, waarmee hij in 2004 in de UEFA Cup speelde.
In september 2005 maakte hij zijn debuut voor Ajax, in de wedstrijd tegen Willem II. Lindenbergh kon geen potten breken in Amsterdam en in de voorbereiding van het seizoen 2007/2008 werd hij zelfs teruggezet naar Jong Ajax. Op 31 augustus werd hij transfervrij overgenomen door Sparta nadat een transfer naar N.E.C. eerder afketste.
In het seizoen 2008/09 speelde hij bij de amateurs en ook in de hoofdklasse van het zaalvoetbal. Hij werd ook Nederlands zaalvoetbalinternational. In augustus 2009 keerde hij terug in het profvoetbal. Na een proefperiode tekende hij een contract voor één seizoen bij AGOVV Apeldoorn. Hij verruilde in juli 2010 AGOVV Apeldoorn voor FC Volendam, waar hij tevens stage ging lopen bij de staf van de jeugdopleiding van FC Volendam D1. In juni 2012 stopte Lindenbergh wederom met profvoetbal en werd hij jeugdtrainer bij Volendam. Hij ging ook spelen bij de amateurs van ASV De Dijk.

## Clubstatistieken
| Seizoen               | Club               | Land               | Competitie                    | Duels | Goals |
| --------------------- | ------------------ | ------------------ | ----------------------------- | ----- | ----- |
| 1994/95               | De Graafschap      | Vlag van Nederland | Eerste divisie                | 21    | 2     |
| 1995/96               | De Graafschap      | Vlag van Nederland | Eredivisie                    | 30    | 0     |
| 1996/97               | De Graafschap      | Vlag van Nederland | Eredivisie                    | 33    | 0     |
| 1997/98               | De Graafschap      | Vlag van Nederland | Eredivisie                    | 33    | 1     |
| 1998/99               | De Graafschap      | Vlag van Nederland | Eredivisie                    | 25    | 1     |
| 1999/00               | De Graafschap      | Vlag van Nederland | Eredivisie                    | 17    | 2     |
| 1999/00               | AZ                 | Vlag van Nederland | Eredivisie                    | 15    | 0     |
| 2000/01               | AZ                 | Vlag van Nederland | Eredivisie                    | 8     | 0     |
| 2001/02               | AZ                 | Vlag van Nederland | Eredivisie                    | 28    | 0     |
| 2002/03               | AZ                 | Vlag van Nederland | Eredivisie                    | 32    | 0     |
| 2003/04               | AZ                 | Vlag van Nederland | Eredivisie                    | 29    | 1     |
| 2004/05               | AZ                 | Vlag van Nederland | Eredivisie                    | 23    | 5     |
| 2005/06               | Ajax               | Vlag van Nederland | Eredivisie                    | 13    | 0     |
| 2006/07               | Ajax               | Vlag van Nederland | Eredivisie                    | 12    | 0     |
| 2007/08               | Sparta             | Vlag van Nederland | Eredivisie                    | 18    | 0     |
| 2008/09               | VPV Purmersteijn   | Vlag van Nederland | Zondag Amateurs 2A West 1     | 25    | 6     |
| 2008/09               | zvv Veerhuys/Desko | Vlag van Nederland | Topdivisie futsal             | 9     | 4     |
| 2009/10               | AGOVV Apeldoorn    | Vlag van Nederland | Eerste Divisie                | 33    | 1     |
| 2010/11               | FC Volendam        | Vlag van Nederland | Eerste Divisie                | 30    | 1     |
| 2011/12               | FC Volendam        | Vlag van Nederland | Eerste Divisie                | 32    | 0     |
| 2012/13               | ASV De Dijk        | Vlag van Nederland | Zondag Eerste klasse A West 1 |       |       |
| Totaal Profvoetbal    |                    |                    |                               | 437   | 14    |
| Totaal Amateurvoetbal |                    |                    |                               | 25    | 6     |
| Totaal Zaalvoetbal    |                    |                    |                               | 9     | 4     |

## Erelijst
- KNVB beker: 2006, 2007
- Johan Cruijff Schaal: 2002, 2005, 2006, 2007
- Kampioen Zondag 2e klasse A district West 1, 2009